# Betty Helsengreen
Betty Helsengreen (født 26. oktober 1914 i København, død 29. december 1956) var en dansk skuespiller. Hun debuterede 1930 på Casino og var derefter engageret på teatre i København og provinsen, de senere år freelance.

## Udvalgt filmografi
- Week-End – 1935
- En søndag på Amager – 1941
- Elly Petersen – 1944
- Diskret ophold – 1946
- Jeg elsker en anden – 1946
- Så mødes vi hos Tove – 1946
- I de lyse nætter – 1948
- Hr. Petit – 1948
- Kampen mod uretten – 1949
- Lejlighed til leje – 1949
- Historien om Hjortholm – 1950
- Fodboldpræsten – 1951
- Den gamle mølle på Mols – 1953
- Ved Kongelunden – 1953
- Gengæld – 1955
- Mod og mandshjerte – 1955